# Muiredach mac Domnaill Midi
Muiredach mac Domnaill Midi (mort en 802) est un roi d' Uisneach dans le  Mide issu du  Clan Cholmáin. Il est le fils de l'Ard ri Erenn, Domnall Midi (mort en 763) et le frère de l'Ard ri  Donnchad Midi mac Domnaill (mort en 797). Il règne sur le royaume de Mide de 799 à 802

## Contexte
La période comprise entre la mort de  Donnchad Midi et l'accession au trône de son fils  Conchobar mac Donnchada en 803 est une époque de guerre civile et de confusion dans le clan Cholmáin. Donnchad semble avoir eu comme successeur son fils  Domnall mac Donnchada Midi en 797  La même année le nouvel Ard ri Erenn, Áed Oirdnide mac Neill du Cenél nEógain, envahit le Mide et défait le clan Cholmáin lors de la bataille de Druim Ríg. Dans ce combat sont tués deux des frères de  Muiredach, Fínnechta et Diarmait Odar. Áed attaque et dévaste le royaume de Mide qui se soumet à lui, ce qui marque ainsi le début de sa souveraineté comme « Haut Roi d'Irlande »  qui est considérée comme commençant à cette époque.
En 799 Domnall mac Donnchada Midi est assassiné par ses propres parents et Muiredach devienr roi de  Mide. Muiredach apparait pour la première fois en 799 comme chef des forces du  Mide lors d'une victoire contre le Cenél Cairpri de Tethbae lors de la bataille de Finnabair en Tethbae dans laquelle le roi du Cenél Cairpri est tué. Il doit avoir agi dans l’intérêt de son neveu  Domnall car les Annales d'Ulster placent cet événement avant le meurtre de  Domnall. Toutefois les  Annales des quatre maîtres relèvent cet événement après le meurtre de  Domnall et alors que Muiredach devait avoir imposé son autorité.
Lors de la mention de sa mort dans les annales en 802 il est finalement considéré comme un roi de Mide.

## Sources
- (en) Charles-Edwards, T. M. (2000), Early Christian Ireland, Cambridge: Cambridge University Press,  (ISBN 0-521-36395-0)
- (en) Gearóid Mac Niocaill, Ireland before Vikings, Dublin, Gill & Macmillan, 1972, 172 p.
- (en) Annals of Ulster sur  at University College Cork
- (en) Annals of the Four Masters sur  sur University College Cork
- (en) Book of Leinster,Mide magen clainne Cuind sur CELT: Corpus of Electronic Texts at University College Cork